# 近藤剛
近藤 剛（こんどう たけし、1941年10月30日 - ）は、日本の政治家、実業家。
参議院議員（1期）、日本道路公団総裁、中日本高速道路株式会社会長、バーレーン大使を歴任。

## 来歴
昭島市立昭島小学校、昭島市立昭島中学校を経て、1960年、東京都立第五商業高等学校卒業。1964年、早稲田大学政治経済学部を卒業し、伊藤忠商事株式会社に入社。1967年、パリ大学大学院法科修士課程修了。1972年、伊藤忠商事株式会社欧阿総支配人スタッフ（ロンドン駐在）。1978年、伊藤忠商事株式会社業務部欧州チーム長。1983年、シアーズ・ワールド・トレード社特別顧問兼ペトロリアム・ファイナンス社副社長。1985年、伊藤忠商事株式会社産業電子機器部次長。1987年4月、伊藤忠商事株式会社ワシントン事務所長兼伊藤忠アメリカ会社シニア・バイス・プレジデント。1992年8月、伊藤忠商事株式会社政治経済研究所長。1996年6月、伊藤忠商事株式会社取締役。1998年4月、伊藤忠商事株式会社常務取締役。2000年12月、伊藤忠商事株式会社常任顧問。
2001年7月、日本経団連からの推薦を受け、参議院議員選挙において自由民主党から比例区に立候補し、初当選。政策的には、当時の小泉純一郎首相の改革路線を支持する立場であった。
2003年11月、日本道路公団総裁に就任。日本道路公団法第12条の規定により、総裁就任と同時に参議院議員を辞職（藤野公孝が繰り上げ当選）。2005年10月1日、日本道路公団の分割民営化により誕生した、中日本高速道路株式会社の初代会長に就任。2006年6月27日、中日本高速道路株式会社会長を退任。2007年3月20日、バーレーン大使（～2009年）。2013年6月、一般財団法人東亜総研理事長（代表理事・武部勤）。その後、早稲田大学特命教授、伊藤忠商事株式会社理事を務めた。

## その他
参議院議員時代、経済界出身議員として自身の資金管理団体「政治経済研究所21」が、東京電力の役員ら計約50人から計約200万円の献金を受け取っていたと報じられる。

## 著書
- 『まだ解らないのか米国の通商戦略 通商政策の歴史からみた考察』徳間書店 1994
- 『主張するアメリカ逡巡する日本 日米経済関係の本質』三田出版会 1998
- 『日本完全復活計画』ビジネス社 2001

### 翻訳
- フランシス・フクヤマ, コンダン・オウ『冷戦後の日米同盟 「成熟の歴史」終わりの始まり』徳間書店 1994